# Vania Valbusa
Vania Valbusa, née le 12 novembre 1986 à Villafranca di Verona (Italie), est une femme politique italienne.

## Biographie
Vania Valbusa naît le 12 novembre 1986 à Villafranca di Verona.
Elle est candidate de la Ligue aux élections générales de 2018 dans la circonscription Vénétie 2. Elle y est élue députée au scrutin proportionnel en mars 2018.